# Bangaly Chérif
Pour les articles homonymes, voir Cherif (homonymie).
Bangaly Chérif, né à Kankan en Guinée, est un financier et homme politique guinéen.
Depuis le 22 janvier 2022, il est nommé conseiller au sein du Conseil national de la transition guinéen en tant que représentant du secteur informel et métiers,.